# Astrebla pectinata
Astrebla pectinata es una especie de planta herbácea de la familia de las poáceas.

## Distribución y hábitat
Astrebla pectinata alcanza un tamaño de hasta 1 m de altura. Las flores son polinizadas por el viento y son hermafroditas, tienen órganos masculinos y femeninos. En su mayoría prefiere suelos húmedos y también puede crecer en las sombras parciales. La especie es considerada como la hierba más equilibrada y de importancia económica en las zonas semiáridas del este de Australia. Es una hierba perenne de estación cálida. Es aceptable para el ganado, incluso cuando está seca.

## Taxonomía
Astrebla pectinata fue descrita por (Lindl.) F.Muell. ex Benth. y publicado en Flora Australiensis: a description . . . 7: 602. 1878.
Etimología
Astrebla: nombre genérico que deriva de las palabras griegas: a (no) y streblos (torcido), en referencia a las aristas rectas.
pectinata: epíteto latíno que significa "parecido a un peine".
Sinonimia
- Danthonia pectinata Lindl.	[7][8]